# Mezinárodní letiště princezny Juliany
Mezinárodní letiště princezny Juliany, známé také jako Mezinárodní letiště Svatý Martin, (IATA: SXM, ICAO: TNCM) je letiště na ostrově Svatý Martin, který patří do souostroví Malých Antil.
Letiště slouží jako hlavní vzdušná vstupní brána do oblasti kolem Svatého Martinu, tj. ostrovů Anguilla, Svatý Eustach nebo Saba. Letiště nese jméno nizozemské korunní princezny a pozdější královny Juliány, která jej roku 1944 slavnostně otevřela. Letiště je známé především díky velmi malé výšce, kterou letadla mají nad přiléhající pláží Maho.

## Historie
Po výstavbě v roce 1942 začala plocha sloužit pro vojenské účely, o rok později se proměnila na civilní letiště. Betonová přistávací a vzletová dráha je dlouhá 2 180 metrů.

## Nehody
- 2. května 1970 – ALM let 980 a McDonnell Douglas DC-9CF za špatného počasí havarovaly a spadly do oceánu. Zahynulo dvacet dva z padesáti sedmi pasažérů a jeden člen posádky.
- 21. prosince 1972 – dvě letadla spadla při cestě na Guadeloupe do oceánu. Zemřelo jedenáct pasažérů a oba piloti.